# Lime Kirke
Lime Kirke er beliggende i byen Lime, Syddjurs Kommune.

## Galleri
- Romansk vindue ca 1961.
- Interiør, koret med altertavle, ca 1961

## Eksterne kilder og henvisninger
- Wikimedia Commons har flere filer relateret til Lime Kirke
- Danmarks kirker Arkiveret 14. august 2009 hos  Wayback Machine på reitoft.dk
- Lime Kirke hos KortTilKirken.dk
- Lime Sogn, Lime Kirke i Trap3-4, s. 643/644
- Aadalen – Kirker → næste: Lime Kirke på bricksite.com